# Elephantomyia (Elephantomyia) sordidipes
Elephantomyia (Elephantomyia) sordidipes is een tweevleugelige uit de familie steltmuggen (Limoniidae). De soort komt voor in het Neotropisch gebied.